# 紙魚の手帖
『紙魚の手帖』（しみのてちょう）は、東京創元社が2021年より刊行している文芸雑誌。1980年代に同社の書籍に挟み込まれていた新刊案内チラシの誌名（当初はその1コーナー名）を引き継ぐ。文芸雑誌『紙魚の手帖』の発売日は偶数月12日頃。書籍扱い。

## 概要
「紙魚の手帖」は元々は読者からのお便りなどを掲載する新刊案内チラシの1コーナーであったが（1981年7・8月から1983年2・3月の新刊案内に掲載）、1983年5月からチラシ自体の誌名となり、1988年5月まで全41号が発行された。
文芸雑誌『紙魚の手帖』は2021年10月12日に創刊（初版発行日は10月15日）。同年2月まで刊行されていた文芸雑誌『ミステリーズ！』の後継誌である。『ミステリーズ！』はミステリ専門誌であったが、本誌はミステリ、SF、ファンタジイ、ホラー、一般文芸などの様々なジャンルの作品を掲載する総合文芸誌を称している。
東京創元社が主催している鮎川哲也賞の選評、創元SF短編賞・創元ミステリ短編賞の選評・受賞作は本誌に掲載される。また、第21回（2021年）より『本格ミステリ大賞』の選評も本誌に掲載されている。
創元SF短編賞の受賞作掲載は第14回（2023年）から。第11回（2020年）から第13回（2022年）までの受賞作掲載媒体となっていた書き下ろし日本SFアンソロジー《Genesis》の名を引き継ぎ、受賞作掲載号の表紙には「Genesis」の文字が入る。